# Âge d'or des jeux vidéo d'arcade
L'âge d'or des jeux d'arcade est une ère pendant laquelle la popularité et les innovations des jeux vidéo d'arcade furent à leur apogée. Certains placent le début de cette période vers la fin de 1979 ou 1980 alors que les premiers jeux vidéo d'arcade en couleur apparurent et que les bornes d'arcade ont commencé à devenir courantes, et la fin au milieu des années 1980. D'autres définitions plus généreuses[Lesquelles ?][réf. nécessaire] placent son commencement en 1978 avec la sortie de Space Invaders jusqu'au milieu des années 1990 avec le développement de matériel de jeu personnel devenant plus puissant que les matériels de bornes d'arcades typique.

## Présentation
Au début des années 1980, la technologie des jeux vidéo était devenue assez sophistiquée pour proposer des graphismes et du son de bonne qualité, mais demeurait toujours fondamentalement assez simple : les images réalistes et les animations plein écran n'étaient pas encore possibles, et seulement quelques jeux utilisaient des voix. Ainsi le succès d'un jeu a dû se fonder uniquement sur son principe et l'amusement qu'il procure (gameplay). Cet intérêt pour le gameplay est la raison pour laquelle plusieurs de ces jeux continuent à être appréciés aujourd'hui en dépit d'avoir énormément vieilli, dépassés depuis longtemps par les technologies modernes.
Le site KLOV (KLOV) a compilé une liste subjective de jeux d'arcade, la « Top 100 [arcade] Video Games » [les 100 principaux jeux d'arcade]. Cinquante d'entre eux — dont les dix premiers — ont été réalisés pendant la période s'étalant de 1979 à 1984.

## Secteur économique
L'âge d'or fut un moment de grande créativité technique et conceptuelle pour les jeux vidéo d'arcade. Les jeux ont été développés autour d'une grande variété de genres alors que les concepteurs devaient frôler les limites strictes de la puissance de calcul du processeur et de la mémoire disponible. Cette période a également vu l'émergence de salles d'arcade, des lieux consacrés exclusivement aux jeux d'arcade.
À cette époque, les bornes d'arcade commencent à apparaître dans les supermarchés, les stations-service et beaucoup d'autres commerces au détail désireux de trouver des revenus supplémentaires. Les jeux populaires ont alors occasionnellement causé des bousculades d'adolescents, pressés d'essayer la dernière attraction vidéoludique.
Les entreprises qui ont le mieux réussi dans ce milieu sont probablement Atari (particulièrement aux États-Unis) et Namco (particulièrement au Japon). Parmi les autres éditeurs, on peut citer Bally Midway (plus tard racheté par Williams), Capcom, Cinematronics, Konami, Nintendo, Sega, SNK, Taito ou Williams.

## Technologie

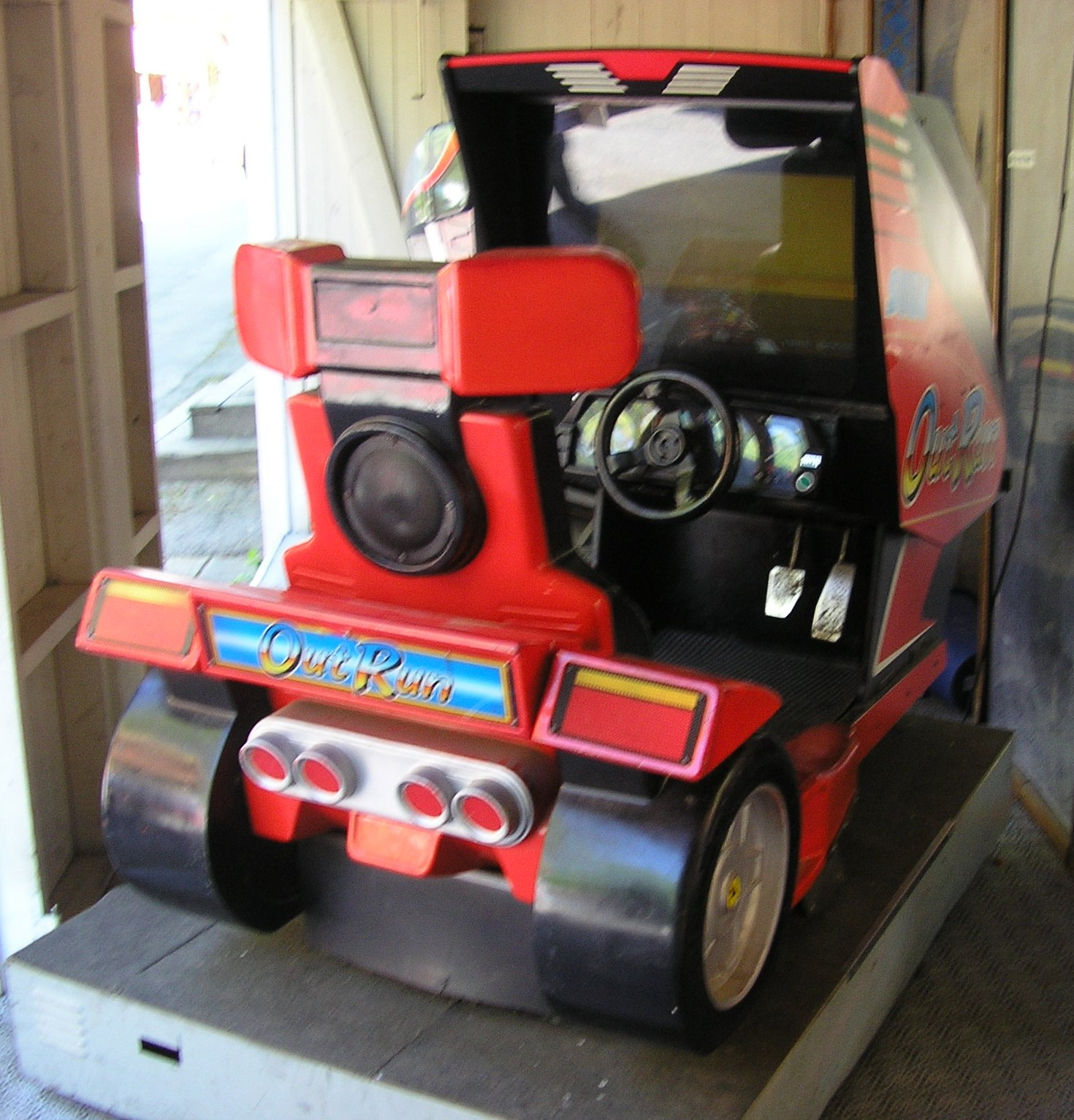
Version arcade du jeu Out Run (1986) de Sega. Il place le joueur aux commandes d'une imitation de voiture avec volant et pédalier.

L'évolution des jeux vidéo arcade a commencé à s'accélérer vers la fin des années 1970 avec des jeux tels que Gee Bee (1978) et Galaxian (1979) puis en 1980 avec Pac-Man, King and Balloon, Tank Battalion et bien d'autres. Les processeurs intégrés dans ces jeux sont bien plus complexes et puissants que les systèmes de circuits Discrète utilisés pour les jeux plus anciens tels que Pong d'Atari (1972).
Pendant l'âge d'or, les concepteurs ont expérimenté de nouveaux matériels, créant les jeux qui ont employé des graphismes vectoriels par opposition aux graphismes matriciels classiques. Quelques-uns de ces jeux sont devenus de grands succès, tels que Space Wars en 1977 de Cinematronics, Asteroids en 1979, Battlezone et Tempest en 1980 et Star Wars en 1983, tous développés par Atari, mais la technologie du dessin vectoriel n'a pas reçu les faveurs des entreprises de jeu d'arcade notamment pour le coût élevé des réparations à effectuer sur du matériel d'affichage. À noter que la console Vectrex, sortie en 1982, propose un affichage vectoriel grâce à un moniteur dédié,.
Les développeurs ont également expérimenté l'utilisation des lecteurs de laserdisc pour fournir des animations de la qualité d'un film. Le premier jeu à exploiter cette technologie, Dragon's Lair sorti en 1983 a demandé trois ans de développement à Cinematronics. Il a fait sensation lors de sa sortie (les lecteurs de laserdisc de beaucoup de machines ont été cassés en raison de l'abus de temps de jeu), mais le genre a perdu de la popularité initiale car les jeux étaient assez linéaires et dépendaient moins des réflexes du joueur que de sa capacité à mémoriser l'ordre des actions à réaliser.
De nouveaux contrôles de jeu sont apparus dans certains jeux, bien que les joysticks et les boutons soient restés les éléments favoris des constructeurs. Atari présente une trackball pour le jeu Football en 1978. Spy Hunter introduit un véritable volant de direction[précision nécessaire] et le jeu Hogan's Alley utilise un pistolet optique[précision nécessaire]. D'autres commandes spécialisées, telles que des pédales pour les jeux de course, un pistolet optique en forme d'arbalète dans Crossbow, ont également été introduits pendant cette période.

## Système de jeu
Avec l'énorme succès des premiers jeux, des douzaines de développeurs ont sauté dans le développement et la fabrication des jeux vidéo pour borne d'arcade. Certains ont simplement copié l'idée de la horde d'envahisseur extraterrestre de Space Invaders de Taito et se sont avérés de très bonnes variations comme la série Galaxian/Galaga de Namco, alors que d'autres essayaient de nouveaux concepts et définissaient de nouveaux genres. L'évolution rapide du matériel a permis le développement de jeux au gameplay plus variés et plus riches que ceux des premiers shoot them up et autres casse-briques.
Les jeux tels que Donkey Kong de Nintendo et Qix de Taito apparaissent : il s'agit de nouveaux types de jeux où la maîtrise et la synchronisation des mouvements prédominent sur le fait de presser aussi rapidement que possible un bouton. Des autres exemples de jeux innovants on peut citer Paperboy de Atari, où le but est de livrer correctement des journaux aux clients, et Phozon de Namco où l'objectif est de reproduire une forme qui a été montrée à l'écran. Le thème de Venture de Exidy est l'exploration d'un donjon et la collecte de trésor. Un jeu novateur, Q*bert de Gottlieb, joue sur la perception de la profondeur afin de fournir une expérience inédite.
Certains jeux de cette ère furent si populaires qu'ils entrèrent dans la culture populaire. Dans les années 1980 la sortie de Pac-Man a causé une telle réaction qu'il a lancé ce que l'on désigne maintenant sous le nom de la « Pac-Mania ». Le terme est plus tard devenu le titre d'un jeu de la série, sorti en 1987. Développé par Namco, le jeu présente un personnage jaune en forme de cercle qui doit manger des pastilles dans un labyrinthe tout en évitant les ennemis qui le poursuivent. Bien que personne ne se mettait vraiment d'accord sur ce que représente le « héros » ou les ennemis — parfois désigné sous le nom de fantômes, d'autres fois de gobelins, ou encore simplement de monstres —, le jeu était extrêmement populaire; il y a des anecdotes qui circulent sur le fait que certains propriétaires du jeu aient dû vider chaque heure le monnayeur afin d'empêcher que le mécanisme ne bloque le jeu de par le trop grand nombre de pièces dans le réceptacle. Le jeu a engendré une série télévisée animée, de nombreux clones, un dessin animé, un produit alimentaire, et une chanson populaire aussi bien en français qu'en anglais : Pac-Man Fever. Bien que beaucoup de jeux soient rapidement entrés dans le lexique de la culture populaire, beaucoup ont depuis été oubliés, et Pac-Man est resté l'unique terme reconnu dans la culture populaire pour représenter le jeu d'arcade, devant Donkey Kong, Mario Bros., et Frogger[réf. nécessaire].
L'énorme popularité des jeux d'arcade a également mené aux tout  premiers guides de stratégie de jeu vidéo; ces guides, difficiles à trouver aujourd'hui, présentent dans le détail le modèle et la stratégie de chaque jeu, y compris leurs variations, à un degré tel que rares sont les guides qui depuis s'en approchent. Le débordement de score, ramenant à zéro les scores trop élevés est souvent le dernier défi auquel doit faire face un joueur expérimenté.

## Jeux les plus populaires
Les jeux ci-dessous sont certains des jeux les plus populaires et les plus influents de la période. Tous se trouvent dans la liste des « Top 100 Videogames » [100 meilleurs jeux]  d'après KLOV.

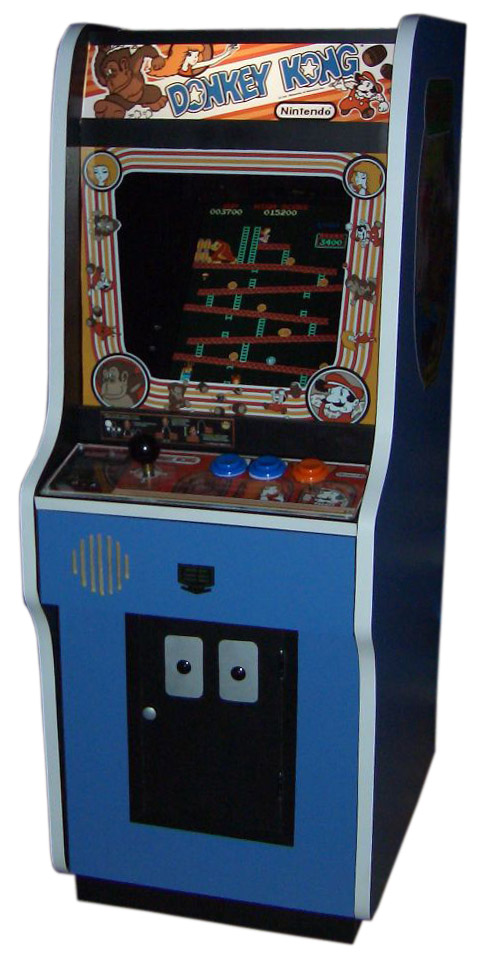
Le succès de Donkey Kong relança Nintendo et permit à l'entreprise de s'imposer pendant plusieurs années sur le marché du jeu vidéo.

| - Space Invaders (1978) - Asteroids (1979) - Galaxian (1979) - Lunar Lander (1979) - Battlezone (1980) - Berzerk (1980) - Centipede (1980) - Missile Command (1980) - Pac-Man (1980) - Star Castle (1980) - Warlords (1980) - Wizard of Wor (1980) - Defender (1981) - Donkey Kong (1981) - Frogger (1981) - Galaga (1981) - Ms. Pac Man (1981) - Qix (1981) | - Tempest (1981) - Vanguard (1981) - Burgertime (1982) - Dig Dug (1982) - Joust (1982) - Moon Patrol (1982) - Pole Position (1982) - Q*bert (1982) - Robotron: 2084 (1982) - Time Pilot (1982) - Tron (1982) - Zaxxon (1982) - Dragon's Lair (1983) - Elevator Action (1983) - Spy Hunter (1983) - Star Wars (1983) - Tapper (1983) - Xevious (1983) |

## La fin d'une époque
L'âge d'or a refroidi lorsque les clones des jeux populaires commencèrent à saturer le marché. Dans les années 1990, les jeux d'arcade sont restés banals, certains nouveaux genres ont été explorés, mais la plupart des nouveaux jeux étaient des jeux de pistolet, des jeux de labyrinthe, et d'autres variations sur des vieux thèmes familiers.

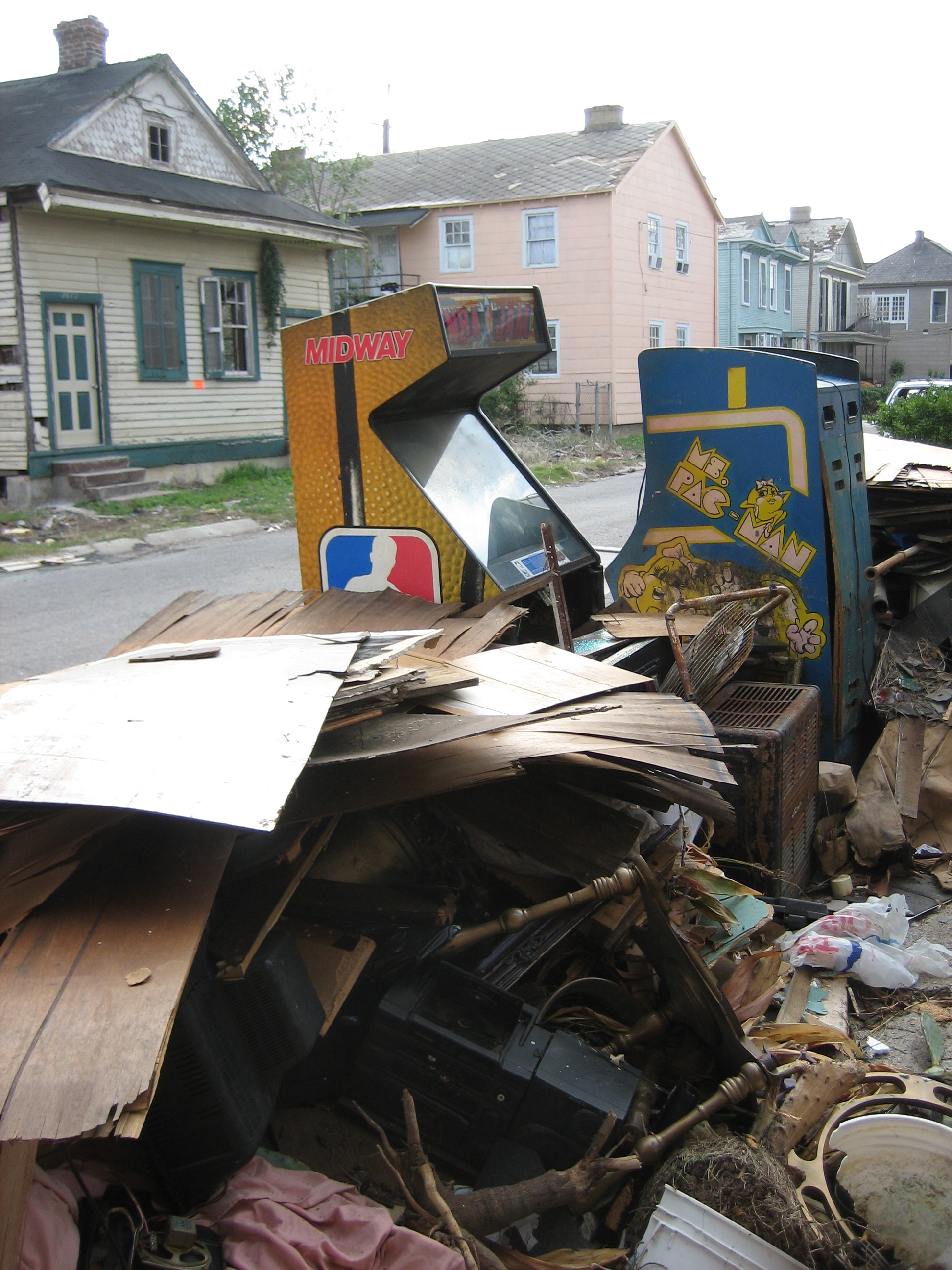
Vestige de bornes d'arcade des jeux NBA Jam à gauche et Ms. Pac-Man à droite, qui ont survécu à l'ouragan Katrina qui a dévasté l'Est des États-Unis en 2005.

Les nouvelles générations d'ordinateurs personnels et de consoles de jeux vidéo de salon ont réduit également l'intérêt pour les bornes d'arcades. Les premières consoles, telles que l'Atari 2600 ou Intellivision de Mattel étaient conçues pour un usage universel dans le but de permettre de jouer à une variété importante de jeu, mais souvent ne pouvaient pas se mesurer au matériel de borne d'arcade, construit spécialement pour les besoins d'un jeu unique. En fait, la surabondance de systèmes pour la maison et leur mauvaise qualité a contribué d'une manière significative au krach du jeu vidéo de 1983. Mais le lancement de la console Nintendo Entertainment System (1985) a commencé à faire changer le champ du jeu en permettant d'éprouver d'assez bonnes sensations de jeu vidéo d'arcade à la maison. Au milieu des années 1990, la console Super Nintendo et la Mega Drive de Sega ont considérablement amélioré le jeu à la maison, une partie de la technologie a même été réintégrée dans certaines bornes d'arcade. Avec l'arrivée des consoles Sony PlayStation, Sega Saturn (1994) et Nintendo 64 (1996), qui toutes trois revendiquent de vrais rendus en 3 dimensions, beaucoup des jeux d'arcade ne sont plus restés rentables.
L'industrie des bornes d'arcades existe toujours aujourd'hui, mais sous une forme considérablement réduite. Le matériel des jeux d'arcade est souvent fondé sur des consoles de jeu pour faciliter le portage d'un système à l'autre ; il existe ainsi des versions en borne d'arcade des consoles Sega Dreamcast, Sony PlayStation 2, et Microsoft Xbox. Quelques bornes d'arcades ont survécu, celles qui se sont portées sur les jeux d'argent et celles qui proposent des jeux plus physique sans équivalent sur console de jeu, tel que les skee ball ou Whac-A-Mole. Quelques genres, tels que des jeux de rythme (par exemple Dance Dance Revolution de Bemani) continuent à être des jeux d'arcades populaires, en particulier au Japon.
Disposant d'un gameplay relativement simple, plusieurs de ces jeux ont inspiré une nouvelle génération de fans qui peut y jouer sur téléphone portable ou avec un émulateur tel que MAME. Certains des jeux classiques sont réapparus en produit commercial, tel que Ms. Pac-Man 20 Year Reunion / Galaga Class of 1981 les deux en un réalisé par Namco, ou intégrés dans les contrôleurs de jeux (manette de jeu) avec mémoire flash remplaçable pour stocker les ROM de jeu.

## Son influence
L'âge d'or des jeux d'arcade a engendré de nombreuses icônes culturelles et a même donné à certaines compagnies leur identité. Des éléments des jeux tels que Pac-Man, Donkey Kong, Frogger, ou Centipede sont encore reconnus dans la culture populaire d'aujourd'hui.
Le succès phénoménal de ces premiers jeux vidéo a mené beaucoup d'amateurs qui étaient alors des adolescents pendant l'âge d'or à collectionner certains de ces jeux classiques. Puisque pendant longtemps, ils n'ont plus eu de valeur marchande, ils ont pu être acquis pour des sommes allant de 200 à 500 USD. Les jeux entièrement rénovés peuvent cependant coûter beaucoup plus. Certains fans de ces jeux ont une entreprise consacrée à restaurer les jeux classiques. Plusieurs de ces restaurateurs ont mis en ligne des sites Web pour diffuser leurs conseils et mises en garde pour rénover les bornes de jeux. Il existe également plusieurs forums de discussion consacrés à ces jeux.